# اما ویکن
اما ویکن (انگلیسی: Emma Wikén؛ زادهٔ ۱ مهٔ ۱۹۸۹) اسکی‌باز صحرانوردی اهل سوئد .